# Gangan Powered
Gangan Powered (jap. ガンガンパワード, Gangan Pawādo) war ein japanisches Manga-Magazin, das sich an ein jugendliches männliches Publikum richtete und daher zu den Shōnen-Magazinen gehörte. Es wurde ab 2001 vom Verlag Square Enix monatlich herausgegeben. Anfang 2009 wurde es, wie das zugleich eingestellte Gangan Wing, durch das neue Magazin Gangan Joker ersetzt.

## Serien (Auswahl)
- Barakamon von Satsuki Yoshino
- Bungaku Shōjo von Mizuki Nomura und Rito Kōsaka
- Corpse Party: Blood Covered von Makoto Kedōin und Toshimi Shinomiya
- Jūshin Enbu von Hiromu Arakawa
- Kimi to Boku von Kiichi Hotta
- Seiken Densetsu: Princess of Mana von Satsuki Yoshino
- Soul Eater (One Shots) von Atsushi Ōkubo
- Superior von Ichtys
- Tasogare no Niwa von Rito Kōsaka
- Umineko no Naku Koro ni von Kei Natsumi